# Dicotomía

Ilustración de una dicotomía.

Dicotomía (del griego dichótomos, «dividido en partes» o «cortado en dos partes», proveniente a su vez de dícha «en dos partes» y témnein «cortar») es un concepto que puede designar un par de conceptos complementarios, o bien una subdivisión, que desmiembra o disecta el área de un objeto en exactamente dos áreas (o en su defecto, conceptos) complementarias.
Se habla de método dicotómico cuando el método se basa en una división dicotómica del área del objeto. 
En la lógica tradicional, dicotomía es el desglose o fraccionamiento de un concepto genérico en uno de sus conceptos específicos y su negación. El concepto se refiere asimismo a la ley que establece que ninguna proposición puede ser verdadera y falsa al mismo tiempo.
Lo decisivo y común entre un par de conceptos dicotómicos, una división dicotómica y un método dicotómico es que se cumpla que:
- Todos los elementos del área del objeto se ordenen bajo uno u otro concepto (sean un subconjunto o concepto subordinado).
- Ningún elemento sea ordenable bajo ambos conceptos (ambos subconjuntos) a la vez, es decir, que no exista un grupo de los elementos que pertenecen a ambos (la intersección debe ser vacía) y se trate por tanto de conjuntos disjuntos.

La ilustración en esta página arriba a la derecha podría confundir si se la lee desde el punto de vista de la teoría de conjuntos y se piensa que existen elementos que no pertenecen ni a A ni a B. El diagrama debe leerse de modo tal que el área de fondo en cada caso es vacío, es decir, que todos los elementos pertenecen a la figura de A o de B. 
Una falsa dicotomía es una conclusión falsa a la que se llega intencionalmente o sin intención y  que presenta una decisión entre dos únicas posibilidades como una necesidad, a pesar de que existen otras posibles alternativas de decisión.

## Ejemplos
- La subdivisión de los números reales en racionales e irracionales, donde hay que notar aquí que los números racionales se componen a su vez de la dicotomía de números enteros y no enteros
- La división entre verdadero y falso en cuanto valores de verdad en una lógica bivalente.
- En sentido figurado, las representaciones de la realidad en «blanco y negro».

Un contraejemplo:
- El principio del Yin y yang. No es en estricto sentido un par de términos dicotómicos, porque todas las variantes de la enseñanza oriental coinciden en que los términos no se descartan mutuamente, sino que se complementan y se sobreponen.

En una distribución dicotómica se descarta el error de una distribución inadecuada. Se exige que dos conceptos complementarios engloben el alcance o el significado completo del concepto original. Con ello, no es posible una distribución no completa o una que se traslapa. La unión de los conceptos dicotómicos conduce nuevamente al concepto original:
Ejemplo 1
El alumno es un ser vivo; los seres vivos pueden moverse o estar quietos, de esto se sigue la necesidad de que el alumno pueda estar quieto o moverse; pero no es necesario que se quede quieto.
En el primer nivel filosófico se trata aquí de una dicotomía clásica (aunque levemente modificada) proveniente de Platón. En el segundo nivel, como sofisma, se trata naturalmente de una broma.
La falta de una distribución dicotómica es sin embargo evidente. El uso efectista conduce a una reducción. Así, las subdivisiones entre viejos y jóvenes, ciudad y campo, negros y blancos (en el sentido del color de la piel) se prestan para echar al olvido o para no reconocer los posibles elementos comunes en favor de las diferencias. La naturaleza del concepto no dividido permanece básicamente en la incertidumbre. Para las cuestiones concretas, sin embargo, esta falencia puede despreciarse.
Ejemplo 2

«Debe investigarse si la dicotomía ciudad-campo continúa teniendo una función que permita derivar de allí conocimientos, es decir si acaso para la situación de vida de las personas de edad avanzada en la ciudad y en el campo pueden  aportar conocimientos que lleven a distintas consecuencias y enfoques en el marco de la planificación de la ayuda a los ancianos.»
(Objetivo de trabajo tomado de Dieter Rohloff.

## Dicotomía en las distintas áreas del conocimiento
- En la astronomía óptica dicotomía significa terminador: Aquí un planeta o luna es iluminado en un ángulo de fase de 90°, de modo que aparece una superficie de un semicírculo. El ejemplo más común es el de la medialuna a partir del cual, por ejemplo  Aristarco de Samos pudo estimar la distancia desde la tierra a la luna.
- En botánica se habla de dicotomía o separación dicotómica cuando el tallo original se ramifica en dos partes casi iguales.
- En anatomía se utiliza el concepto por ejemplo para la tráquea, que desemboca en dos bronquios principales.
- En lingüística, sobre todo en la de orientación estructuralista, se distinguen varias dicotomías fundamentales,[4] por ejemplo, la dicotomía entre:
  - Langue y Parole, en el sentido saussuriano.
  - Sincronía y diacronía (aunque estos dos conceptos no necesariamente son excluyentes).
  - Significante y significado.
  - Características internas y externas a la lengua. Las características internas son la morfología, el léxico, la gramática, la semántica, etc., mientras que las características externas son las manifestaciones metalingüísticas (como la proxémica, la entonación, etc.), o también los referidos a aspectos comunicacionales (participantes, situación, contexto, canal etc.).
- En estadística se denomina variable dicotómica o binaria  a aquella que tiene solo dos formas de presentarse es decir, que puede asumir solo dos valores posibles); por ejemplo la variable sexo con sus dos formas mujer y hombre.
- En la teoría de los tests se dice de una forma de respuesta que es dicotómica si existen únicamente dos respuestas posibles, por ejemplo «sí» o «no». En contraposición, se utilizan los formatos de respuesta no dicotómicos  que ofrecen la posibilidad de una respuesta graduada, por ejemplo: «nunca», «rara vez», «a veces», «frecuentemente» y «siempre».
- En economía la separación de variables en magnitudes nominales y reales se denomina dicotomía (neo)clásica.
- En Psicología es la capacidad del ser humano de ignorar la simplicidad, ya que es atraído por lo complicado.